# Leer (huyện)
Leer là một huyện (Landkreis) ở Niedersachsen, Đức. Các đơn vị giáp ranh (từ phía tây bắc theo chiều kim đồng hồ) là: thành phố Emden, các huyện Aurich, Wittmund, Friesland, Ammerland, Cloppenburg và Emsland, và giáp Hà Lan (tỉnh Groningen).

## Lịch sử
Năm 1744, Đông Frisia bị Phổ thôn tín. Năm 1867, vùng này được chia thành các huyện, các huyện Leer và Weener đã được thành lập. Năm 1932, các huyện này được sáp nhập.

## Địa lý
Huyện tọa lạc ở phần phía nam Đông Frisia. sông Ems chảy qua huyện, ra khỏi Emsland ở phía nam và chảy vào Dollart, một vịnh ở Biển Bắc. Đảo Borkum, thuộc quần đảo Đông Frisia cũng thuộc huyện này. Một vài khu vực của huyện thuộc vườn quốc gia biển Wadden Niedersachsen.

## Các thành phố và đô thị
| Thành phố | Samtgemeinden |
| --- | --- |
| 1. Borkum 2. Leer 3. Weener Đô thị tự do 1. Bunde 2. Jemgum 3. Moormerland 4. Ostrhauderfehn 5. Rhauderfehn 6. Uplengen 7. Westoverledingen | - 1. Hesel 1. Brinkum 2. Firrel 3. Hesel1 4. Holtland 5. Neukamperfehn 6. Schwerinsdorf - 2. Jümme 1. Detern 2. Filsum1 3. Nortmoor |
| | 1thủ phủ của Samtgemeinde |